# Doctor Ricardo Rojas
Doctor Ricardo Rojas är en ort i Argentina.   Den ligger i provinsen Chubut, i den södra delen av landet, 1 600 km sydväst om huvudstaden Buenos Aires. Doctor Ricardo Rojas ligger 565 meter över havet och antalet invånare är 219.
Terrängen runt Doctor Ricardo Rojas är kuperad åt sydväst, men åt nordost är den platt. Doctor Ricardo Rojas ligger nere i en dal. Trakten runt Doctor Ricardo Rojas är nära nog obefolkad, med mindre än två invånare per kvadratkilometer.. Det finns inga andra samhällen i närheten.
Omgivningarna runt Doctor Ricardo Rojas är i huvudsak ett öppet busklandskap.